# Top Malo House
Top Malo House (en español: casa al tope del arroyo Malo) es un pequeño asentamiento ubicado en la zona norte de la isla Soledad en las islas Malvinas. Se localiza sobre el arroyo Malo, cerca de su desembocadura en la bahía de la Maravilla y al sur del monte Malo. Su nombre se deriva del puerto bretón de Saint-Malo, debido a la colonia francesa establecida en Puerto Soledad en 1764. La principal actividad de la zona es la ganadería ovina, de hecho en esta localidad viven los dueños de una granja.

## Guerra de las Malvinas
En este asentamiento ocurrió el combate de Top Malo House durante la guerra de las Malvinas, uno de los combates más feroces de la guerra y en la cual se condecoraría a gran cantidad de soldados argentinos. La Compañía de Comandos 602 había llegado a la isla el 26 de mayo de 1982 y el 28 de mayo fue enviada a su primera y última misión, que consistió en infiltrarse en territorio enemigo y destruir la retaguardia. La sección partió en helicópteros en la madrugada del 29 de mayo y tomó tierra en el monte Simón, sin saber que a tan solo 15 km se encontraba el puesto de comando del General Thompson, comandante de la Tercera Brigada de Comandos del Reino Unido.
Luego de una incesante marcha, los comandos se encontraron con el arroyo Malo. Debido a las inclemencias del tiempo, los comandos debieron optar por dormir en una casa, de madera, en el lugar. Los británicos aprovecharon la situación y el 31 de mayo atacaron con todo tipo de armamento a la casa. Luego, el jefe de la patrulla argentina decidió rendirse. El combate costó 2 comandos argentinos fallecidos (Teniente Ernesto Emilio Espinosa y Sargento Primero Mateo Antonio Sbert) y 3 británicos heridos, así como algunos prisioneros capturados por los británicos.